# Chamaesomatidae
Chamaesomatidae es una familia de milpiés. Sus 14 especies reconocidas se distribuyen por el Paleártico occidental.

## Géneros
Se reconocen los siguientes:
- Asturasoma Mauriès, 1982
- Chamaesoma Ribaut & Verhoeff, 1913
- Krauseuma Mauriès & Barraqueta, 1985
- Meinerteuma Mauriès, 1982
- Speudosoma Ribaut, 1927
- Xystrosoma Ribaut, 1927